# Pessimajärvi
Pessimajärvi är en sjö i Kiruna kommun i Lappland och ingår i Torneälvens huvudavrinningsområde. Sjön har en area på 0,0882 kvadratkilometer och ligger 388 meter över havet.

## Delavrinningsområde
Pessimajärvi ingår i det delavrinningsområde (755662-175485) som SMHI kallar för Utloppet av Sattajärvi. Medelhöjden är 396 meter över havet och ytan är 16,55 kvadratkilometer. Det finns inga avrinningsområden uppströms utan avrinningsområdet är högsta punkten. Sattajoki som avvattnar avrinningsområdet har biflödesordning 3, vilket innebär att vattnet flödar genom totalt 3 vattendrag innan det når havet efter 351 kilometer. Avrinningsområdet består mestadels av skog (52 procent) och sankmarker (34 procent). Avrinningsområdet har 1,98 kvadratkilometer vattenytor vilket ger det en sjöprocent på 12 procent.